# Ixora venusta
Ixora venusta är en måreväxtart som beskrevs av Cornelis Eliza Bertus Bremekamp. Ixora venusta ingår i släktet Ixora och familjen måreväxter. Inga underarter finns listade i Catalogue of Life.